# Verein Kohlebahnen

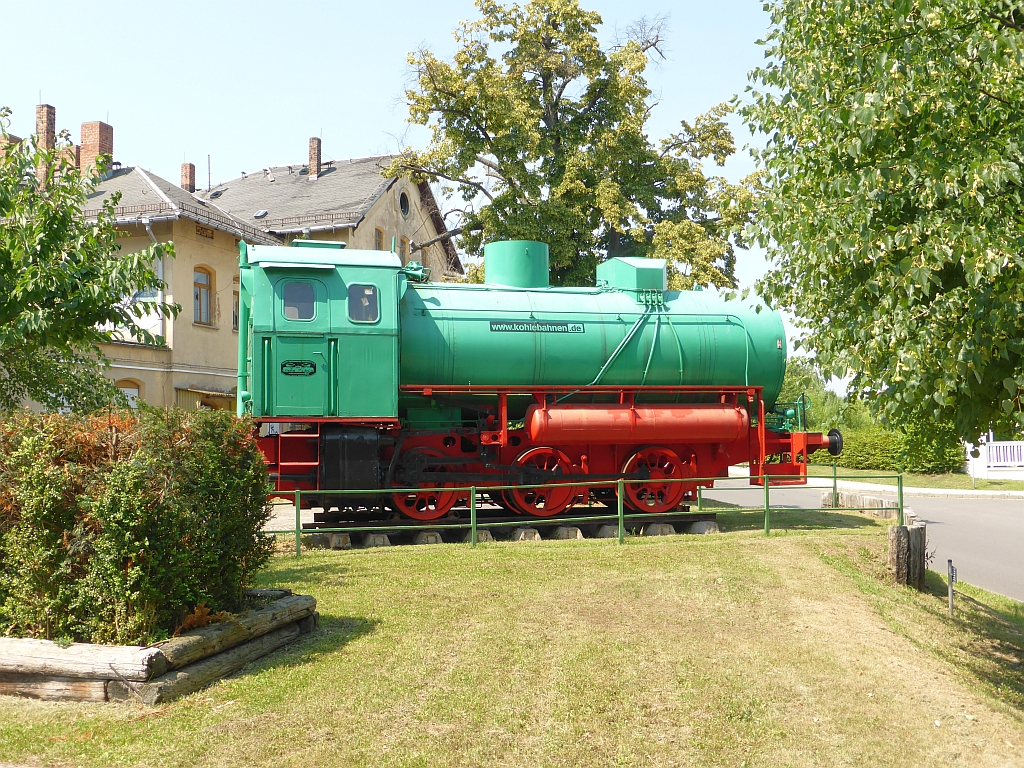
Denkmal am Bahnhof Meuselwitz

Der Verein Kohlebahnen e. V. mit Sitz in Meuselwitz in Thüringen pflegt die Geschichte des Bergbaus und dessen eisenbahntechnischer Erschließung im Braunkohlenrevier um Regis-Breitingen, Haselbach, Rositz und Meuselwitz und führt auf 15 km den historischen Betrieb auf der ca. 14 km langen schmalspurigen (900 mm Spurweite) Kammerforstbahn Regis-Breitingen–Meuselwitz durch.

## Entstehung

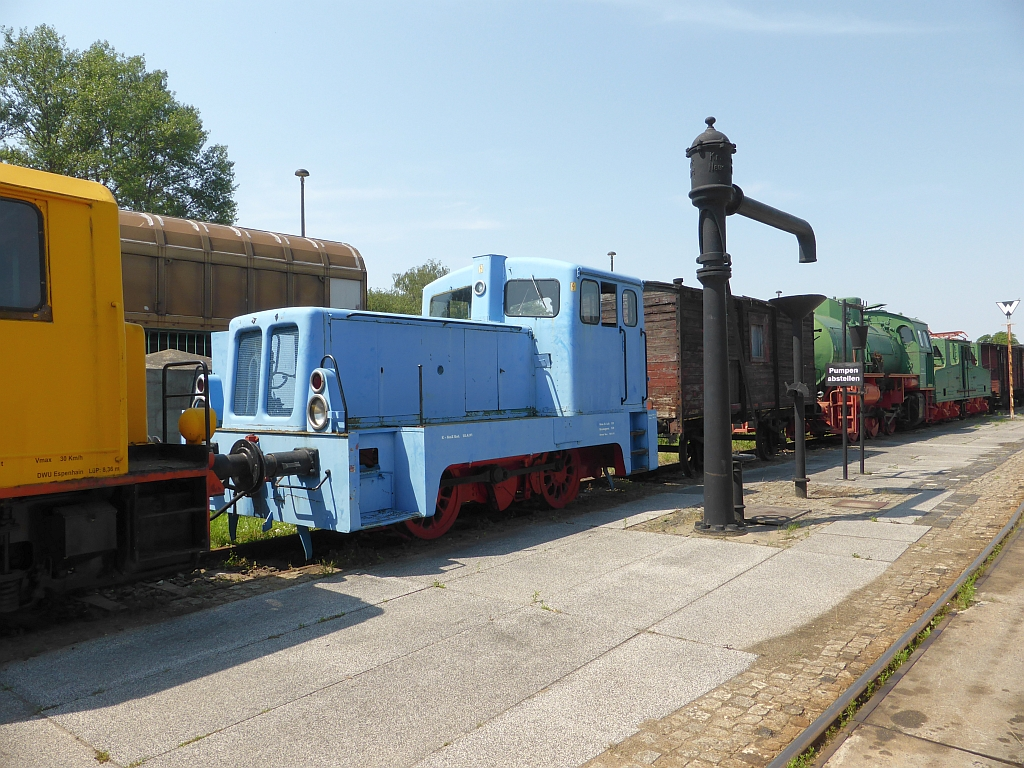
V10B im technischen Museum Meuselwitz

1996 bemühten sich einige Eisenbahnfans, den Rückbau der ehemaligen Grubenbahn aufzuhalten. Im selben Jahr wurde der Verein Kohlebahnen Haselbach e.V. gegründet. Im April 1998 konnte die Strecke erstmals mit Sonderfahrten befahren werden. Aufgrund der allgemeinen Resonanz wurde im Folgejahr die Kohlebahn-Saison mit regelmäßigem Fahrbetrieb eröffnet. Zuvor waren die Fahrleitungsmasten an der Strecke zurückgebaut worden.

## Fahrtenprogramm und Veranstaltungen
Ausgehend vom Bahnhof Meuselwitz, bei dem sich ein technisches Museum und eine Modellbahnausstellung in der Lokleitung am Kulturbahnhof befinden, wird von März bis Dezember an nahezu jedem Wochenende mit einer der vorhandenen Dieselloks oder der elektrischen LEW EL 3 mit Generatorwagen nach Regis-Breitingen gefahren. Seit 1998 werden an der Strecke und in Haselbach jährlich am 3. Augustwochenende die Westerntage in Haselbach veranstaltet. Schausteller und Künstler treffen dabei mit historischen Darbietungen, u. a. mit einer Indianer-Show, einem authentischen Viehtrieb sowie Greifvogelshow und Countrymusik zusammen.

## Technisches Museum

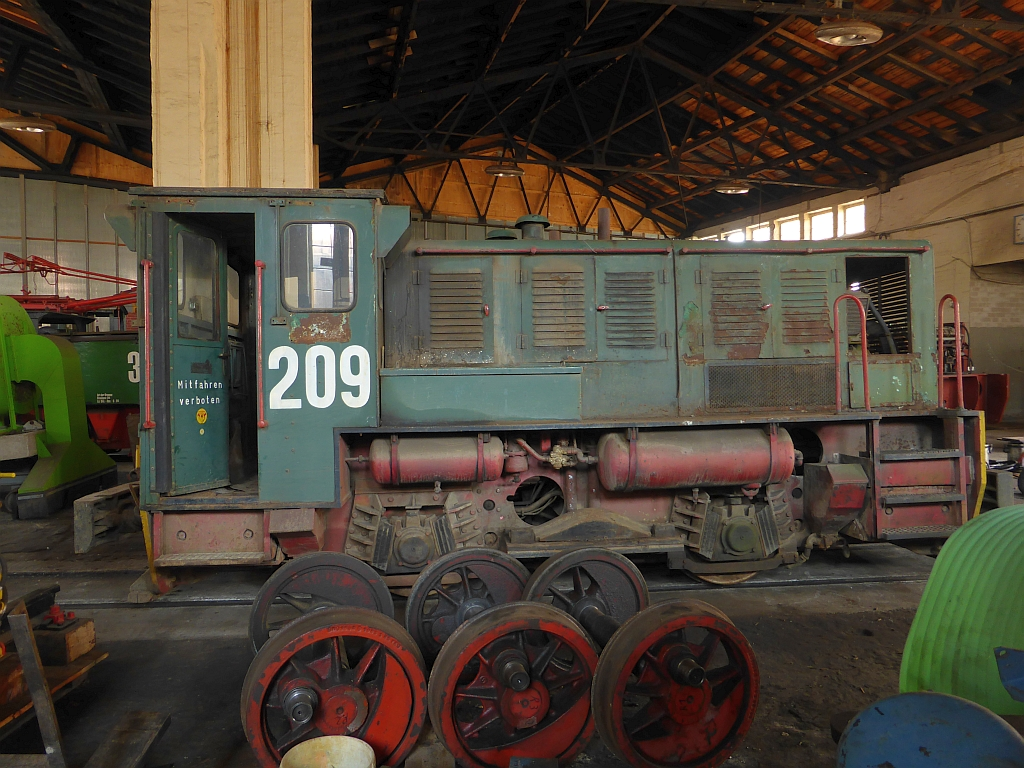
Lokomotive der braunschweigischen Kohlen-Bergwerke

Im ehemaligen Lokbahnhof Meuselwitz mit großem Freigelände, Ringlokschuppen und Drehscheibe befinden sich Normal- und Schmalspurgleise. Ein Teil der Fahrzeuge kam im November 2001 von der aufgelösten Schienenfahrzeugausstellung des Bergbautechnischen Museums (Brikettfabrik Gertrud) in Rositz/Zechau hinzu.

## Fahrzeuge (Lokomotiven)
Neben einer Dampfspeicherlokomotive des Typs FLC aus LKM-Produktion und einer weiteren Maschine des gleichen Typs, die in Meiningen gebaut wurde und als Denkmal am Bahnhof aufgestellt ist, besitzt der Museumsbahnverein mehrere LKM V 10 C und zwei LEW EL 3. Neben einer schmalspurigen Dampflokomotive in Aufarbeitung, der bundesweit einzigen erhaltenen Henschel EL 3 und diversen Klein- und Industrie-Lokomotiven kamen 2015 zwei jahrzehntelang im Schuppen abgestellte große Schöma-Lokomotiven der Braunschweigischen Kohlen-Bergwerke AG in Helmstedt aus den ehemaligen Tagebauen „Treue“, „Alversdorf“ und „Helmstedt“ hinzu. Die erste (BKB Werksnummer 210) konnte innerhalb kürzester Zeit betriebsfähig aufgearbeitet und wieder zugelassen werden. Drei Feldbahnlokomotiven und Wartungsfahrzeuge aus dem Werksverkehr der Braunkohlebahnen komplettieren die Sammlung.